# Grenze zwischen Namibia und Südafrika

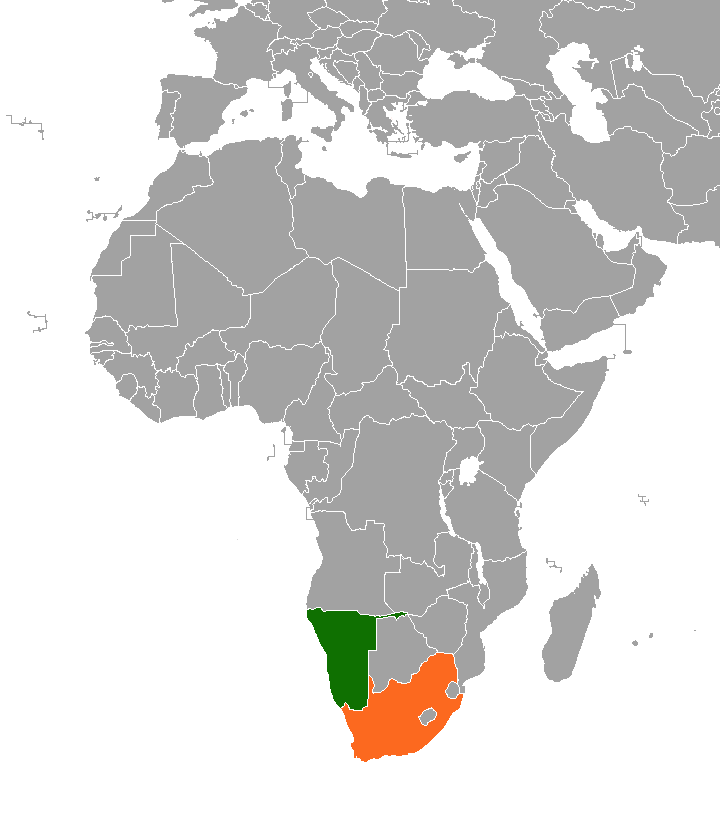
Die Grenze zwischen Namibia (grün) und Südafrika (orange)

Die Grenze zwischen der Republik Namibia und der Republik Südafrika ist 967 Kilometer lang und verläuft in einem zusammenhängenden Abschnitt.

## Geschichte

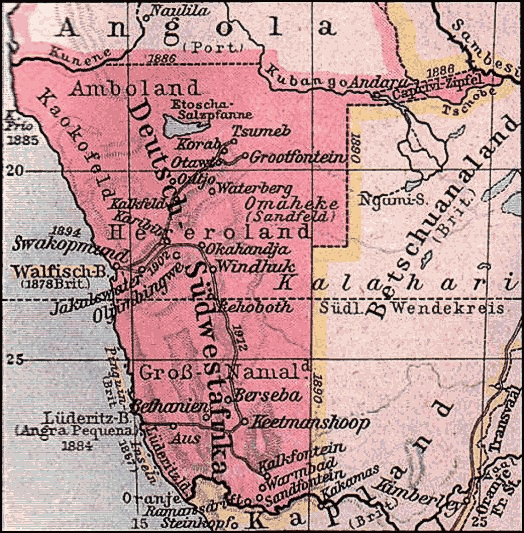
Grenzverlauf ab 1890

Die Ursprünge der Grenzziehung zwischen dem heutigen Namibia und Südafrika gehen auf den Helgoland-Sansibar-Vertrag aus dem Jahr 1890 zurück. Dieser legte den Grenzverlauf zwischen Deutsch-Südwestafrika und den britischen Protektoraten fest. In Artikel 3 des Vertrages werden die Grenzen des heutigen Namibias definiert, darunter:
- To the south by the line that commences at the mouth of the Orange River and continues up its northern bank to its intersection point with the 20th degree of east longitude. (zu deutsch etwa Im Süden durch eine Linie von der Mündung des Oranje, entlang des Nordufers, bis zum 20. Längengrad Ost.)
- To the east by the line that commences at the aforementioned point and follows the 20th degree of east longitude to its intersection point with the 22nd degree of south latitude.[2] (zu deutsch etwa Im Osten durch eine Linie von Beginn des zuvor genannten Punktes, entlang des 20. Längengrades Ost, bis zum 22. Breitengrad Süd.)

Bis 1994 gab es zudem einen gemeinsamen Grenzverlauf um die Enklave Walvis Bay an der zentralen Atlantikküste Namibias. Seit 1994 ist dieses Gebiet jedoch Bestandteil Namibias.

## Geographie

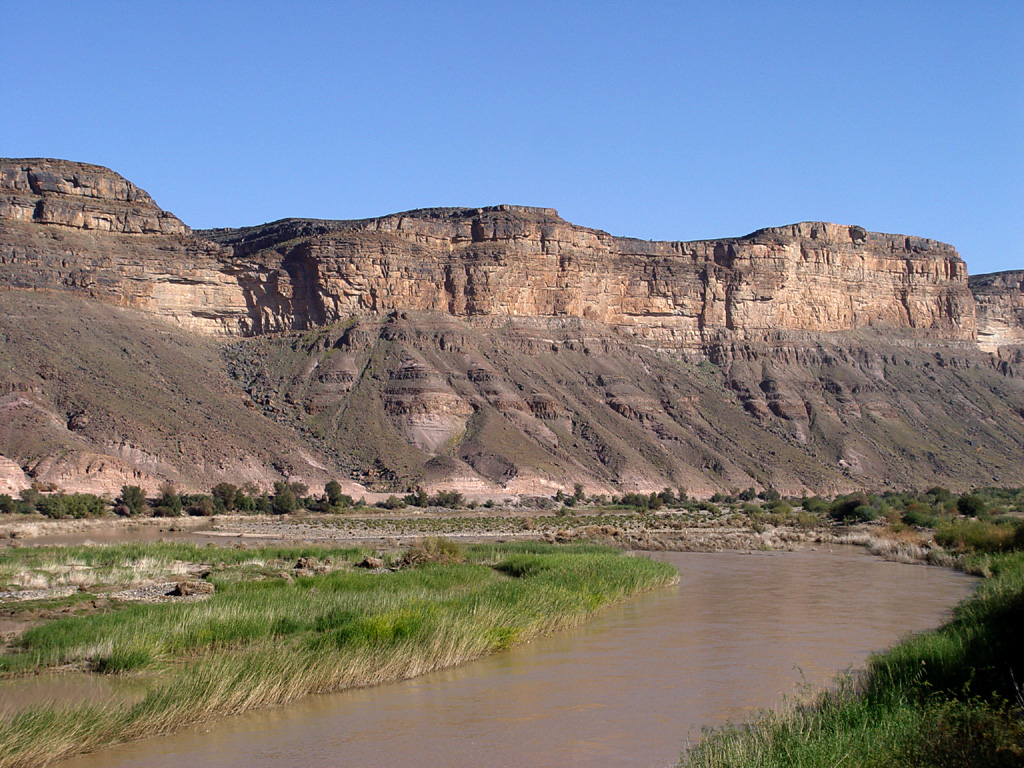
Oranje

In weiten Teilen bilden die südafrikanische Provinz Nordkap und die namibische Region ǁKarasKlicklaut die gemeinsame Grenze. Nur im Norden des gemeinsamen Grenzverlaufs auf dem 20. Längengrad Ost, grenzt das Nordkap an die Region Hardap in Namibia.

### Grenzverlauf
Die Grenze zwischen Namibia und Südafrika beginnt im Westen an der Mündung des Oranje (Ramsar-Schutzgebiet). Hier befinden sich auf namibischer und südafrikanischer Seite bis kurz westlich des Grenzübergangs Noordoewer/Vioolsdrift die Naturschutzgebiete Namib-Naukluft-Park sowie ǀAi-ǀAis Richtersveld Transfrontier Park. Auf Höhe des 20. Längengrads und auf diesem verlaufend, bricht die gemeinsame Grenze nach Norden ab. Sie endet im Norden in der Mitte des Flusses Nossob und geht in die Grenze zwischen Botswana und Namibia über. Auf etwa einem Drittel dieses Grenzverlaufs liegt auf südafrikanischer Seite der Kgalagadi-Transfrontier-Nationalpark.

### Grenzübergänge

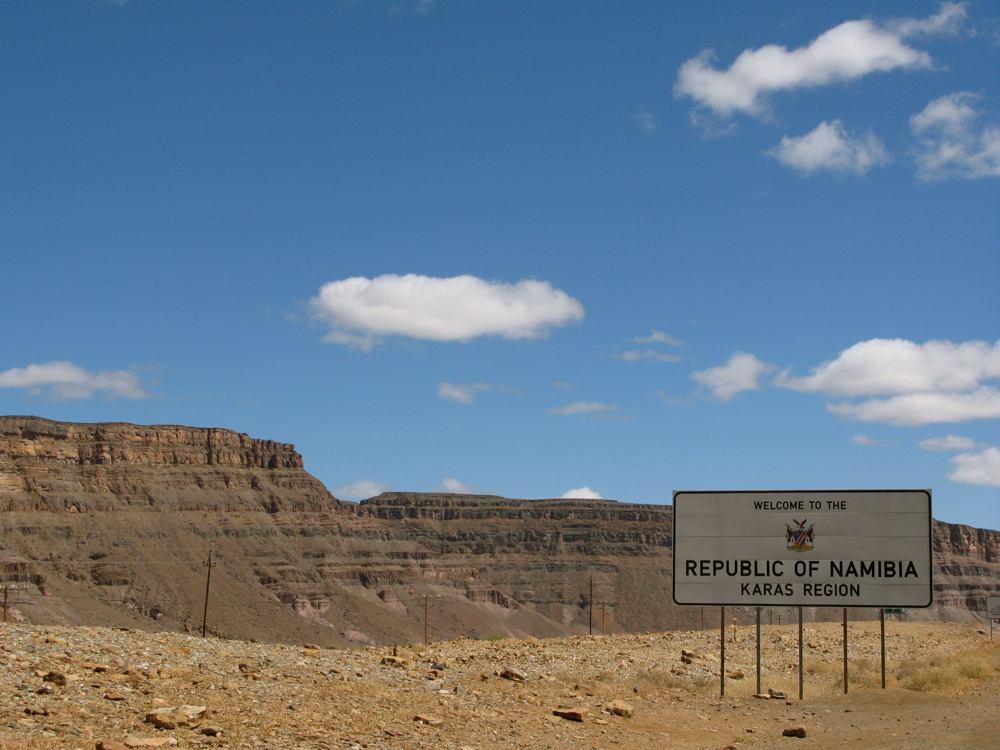
Ankunft in Namibia am Grenzübergang Noordoewer

Namibia und Südafrika haben auf ihrer gemeinsamen Grenze sieben (Stand Oktober 2015) Grenzübergänge. Hiervon sind zwei nur für den touristischen Verkehr geöffnet.

## Grenzstreitigkeiten
Die Verfassung Namibias sieht den gemeinsamen Grenzverlauf mit Südafrika in der Mitte des Oranje, während historisch bedingt, das nördliche Ufer als Grenzverlauf angenommen wird.